# Shenwa
El shenwa o chenoua (natiu: Haqbaylit̠), és una llengua amaziga del grup de les llengües zenetes parlades pels chenouis al Jebel Chenoua a Algèria just a l'oest d'Alger, i a les províncies de Tipaza (inclosa Cherchell) i Chlef. El parlar de Jebel Chenoua és mútuament intel·ligible amb els propers de Beni Menacer i Beni Haoua, and the two are thus treated as a single language. Segons Ethnologue tenia 76.000 parlants.

## Sons
A jutjar per Laoust (autor del treball sobre la fonologia sistemàtica del llenguatge), el shenwa té els següents sons, que es donen a continuació en alfabet fonètic internacional juntament amb les representacions que difereixen en alfabet llatí algerià estàndard per llengües amazigues entre parèntesis angulars ⟨⟩:

### Consonants
|            | Labial | Dental      | Dental | Alveolar | Alveolar | Palato- alveolar | Velar | Uvular      | Faringal    | Glotal |
| plana      | Labial | farin.      | plana  | farin.   |          | Palato- alveolar | Velar | Uvular      | Faringal    | Glotal |
| ---------- | ------ | ----------- | ------ | -------- | -------- | ---------------- | ----- | ----------- | ----------- | ------ |
| Oclusiva   | b      | t d         | tˤ ⟨ṭ⟩ |          |          |                  | k g   | q           |             |        |
| Africada   |        |             |        | ts ⟨ţ⟩   |          | tʃ ⟨č⟩ dʒ ⟨ğ⟩    |       |             |             |        |
| Fricativa  | f      | θ ⟨ṯ⟩ ð ⟨ḏ⟩ | ðˤ ⟨ḍ⟩ | s z      | sˤ ⟨ṣ⟩   | ʃ ⟨c⟩ ʒ ⟨j⟩      | x ⟨ḵ⟩ | χ ⟨x⟩ ʁ ⟨γ⟩ | ħ ⟨ḥ⟩ ʕ ⟨ε⟩ | h      |
| Nasal      | m      | n           |        |          |          |                  |       |             |             |        |
| Aproximant | w      | l           |        |          |          | j ⟨y⟩            |       |             |             |        |
| Vibrant    |        | r           |        |          |          |                  |       |             |             |        |

La comparació amb altres llengües amazigues suggereix que la transcripció de Laoust podria haver fallat en distingir certs sons, principalment les faringealitzades /zˤ/.

### Vocals
/a/, /i/, /u/, /ə/ ⟨e⟩. L'⟨o⟩ de Laoust apareix variablement indicant labialització (/ʷ/) o un al·lòfon de /u/.

## Pronoms
Els pronoms personals bàsic del shenwa són els següents. El gènere es distingeix en tots els casos llevat en primera persona.
| traducció          | Forma independent | Possessiu | Objecte directe              | Objecte indirecte | Objecte de preposició | Subjecte de verb pretèrit | Subjecte de verb aorist | Subjecte d'imperatiu |
| ------------------ | ----------------- | --------- | ---------------------------- | ----------------- | --------------------- | ------------------------- | ----------------------- | -------------------- |
| Jo                 | neč, nečinţin     | -inu      | -i                           | -ay               | -i                    | -egh                      | a-...-egh               |                      |
| Tu (m. sg.)        | cek, cekinţin     | -nnek     | -c, -ic, -icek               | -ak               | -ek                   | h-...-d̠                   | ah-...-d̠                | -                    |
| Tu (f. sg.)        | cem, cemminţin    | -nnem     | -cem, icem                   | -am               | -em                   | h-...-d̠                   | ah-...-d̠                | -                    |
| Ell                | neţa, neţan       | -nnes     | -t̠, -it̠, -h                  | -as               | -es                   | i-                        | ay-                     |                      |
| Ella               | neţat̠             | -ennes    | -ţ, -iţ                      | -as               | -es                   | h-                        | ah-                     |                      |
| Nosaltres          | necnin            | -nnegh    | -negh, -ghen                 | -anegh, -aghen    | -negh                 | n-                        | ann-...(-t̠)             |                      |
| Vosaltres (m. pl.) | kennim            | -nnwen    | -kem, -ikem                  | -awen             | -wen                  | h-...-m                   | ah-...-m                | -t̠                   |
| Vosaltres (f. pl.) | kennimţ           | -nnwenţ   | -kemţ, -ikemţ                | -awenţ            | -wenţ                 | h-...-mţ                  | ah-...-mţ               | -mţ                  |
| Ells               | nahnin            | -nsen     | -t̠en, -it̠en, -hen, -ihen     | -asen             | -sen                  | -n                        | a-...-n                 |                      |
| Elles              | nahninţ           | -nsenţ    | -t̠enţ, -it̠enţ, -henţ, -ihenţ | -asenţ            | -senţ                 | -nţ                       | a-...-nţ                |                      |